# Coelogyne moultonii
Coelogyne moultonii é uma espécie de orquídea epífita, família Orchidaceae, originária de Borneu.